# Proyección gráfica
La proyección gráfica es una palabra proveniente del latín proiectio (hacer delante), es una técnica de dibujo empleada para representar un objeto en una superficie. La proyección gráfica de un objeto es considerada como la figura obtenida sobre la superficie mediante haces de rectas, llamadas rectas proyectantes, que partiendo de un punto, llamado foco, trasladan los detalles del objeto hasta la superficie en la que inciden.

## Elementos de una proyección gráfica
- El punto de vista o foco de proyección ({\displaystyle V})
- Puntos a proyectar ({\displaystyle BXA})
- Proyección de los puntos ({\displaystyle A'})
- Recta proyectante ({\displaystyle VA})
- Plano sobre el que se proyecta o plano de proyección ({\displaystyle \pi }).

## Clasificación general
| Proyección | Tipos                                                  | Perspectiva                                                          |                                                        |
| ---------- | ------------------------------------------------------ | -------------------------------------------------------------------- | ------------------------------------------------------ |
| Central    | Perspectiva cónica con uno, dos o tres puntos de fuga. | Perspectiva cónica con uno, dos o tres puntos de fuga.               | Perspectiva cónica con uno, dos o tres puntos de fuga. |
| Paralela   | Ortogonal                                              | Isométrica (tres ángulos iguales (120º), coef. de reducción iguales) |                                                        |
| Paralela   | Ortogonal                                              | Dimétrica (dos ángulos iguales, dos coeficientes distintos)          |                                                        |
| Paralela   | Ortogonal                                              | Trimétrica (tres ángulos y coeficientes distintos)                   |                                                        |
| Paralela   | Oblicua                                                | Perspectiva caballera, Perspectiva militar,                          |                                                        |

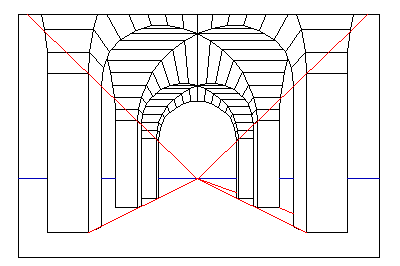
Proyección central con un punto de fuga.
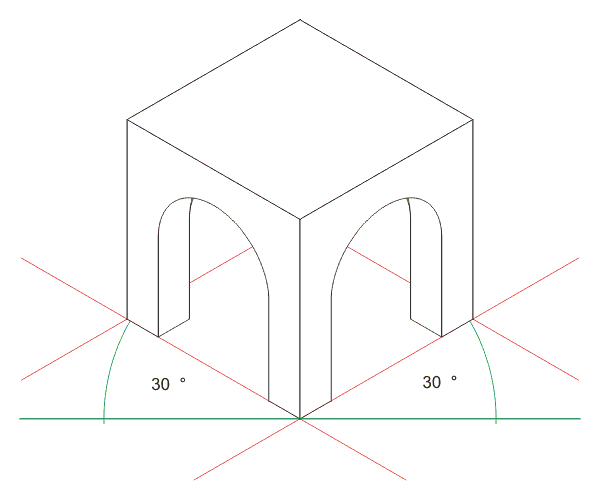
Proyección paralela isométrica.
Proyección oblicua: Persp. caballera.
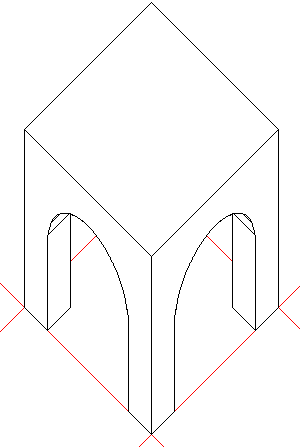
Proyección oblicua: Perspectiva militar.

## Proyección central
Cuando todas las líneas proyectantes pasan por un punto, se habla de proyección central, cónica o perspectiva, este es el caso, por ejemplo, de la sombra de un objeto sobre una superficie cuando es alumbrado por una lámpara (foco puntual).
Es la adoptada en el sistema de representación cónico, o simplemente perspectiva cónica.
Una variante de este sistema de representación lo constituye la proyección estereográfica empleada para la representación plana de la superficie de una esfera, y que se obtiene proyectando todos los puntos de la esfera desde uno de ellos sobre el plano tangente en el punto diametralmente opuesto, o sobre un plano paralelo a este, trazado por el centro de la esfera.

## Proyección paralela
Cuando las líneas proyectantes son paralelas –como el anterior objeto alumbrado por la luz del Sol–, se habla de proyección paralela o proyección cilíndrica. Es un caso particular de proyección central, donde el foco del haz proyectante estaría a distancia infinita.

### El sistema diédrico
Es el caso del sistema diédrico, en el que además se cumple que las líneas proyectantes son perpendiculares (ortogonales) al plano de proyección. En este sistema, a diferencia de los demás, no se obtiene una representación volumétrica del objeto en perspectiva, sino "vistas" como su alzado, planta y perfil.
A partir de dichas vistas, se puede conseguir una representación tridimensional del objeto en el sistema axonométrico, cuyas líneas proyectantes pueden ser tanto ortogonales como oblicuas.

### El dibujo acotado
Una variante del sistema diédrico, con acotación. Son muy utilizados en arquitectura, ingeniería, topografía, etc.